# Anasse Kazib
Anasse Kazib   (Sarcelles, 1987) és un treballador ferroviari, sindicalista i militant trotskista francès. Representant sindical de SUD Rail, es va convertir en una figura pública del moviment ferroviari el 2018 quan es va unir al programa Les Grandes Gueules de Ràdio Montecarlo. Des del 2017 és membre de Révolution permanente, una facció del Nou Partit Anticapitalista que es va escindir el 2021. Va intentar presentar-se a les eleccions presidencials franceses de 2022 però no va aconseguir els suports necessaris.

## Trajectòria
Anasse Kazib va néixer el 1987 a Sarcelles, on va créixer en una família de cinc germans. El seu avi va ser un fuseller marroquí durant la Segona Guerra Mundial. Els seus pares, originaris d'Essaouira, van arribar a França a principis dels anys 1970. El seu pare és guardaagulles a la SNCF, i la seva germana també hi treballa. El seu pare era treballador temporal i, com que era marroquí, mai no va poder obtenir el mateix estatus que els seus col·legues francesos a causa dels seus orígens, una situació idèntica a la de centenars d'altres treballadors immigrants. La naturalesa discriminatòria del seu estatus va ser reconeguda pels tribunals el 2018, durant l'afer Chibanis.
Anasse Kazib va participar en una manifestació per primera vegada durant els disturbis del 2005 a França i després durant el moviment contra la llei del primer contracte laboral l'any següent, quan era a l'institut.
Membre de SUD Rail Paris Nord, Kazib va formar una secció sindical a Le Bourget el 2014, on va ser nomenat delegat sindical l'any següent. Poc després de la presentació de la campanya a les eleccions presidencials franceses de 2022, va ser objectiu d'una campanya de ciberassetjament amb amenaces de mort per part de l'extrema dreta. Kazib també es va queixar de la invisibilitat mediàtica de la seva candidatura que va presentar un programa comunista, revolucionari, ecologista, antiimperialista i de lluita contra la discriminació.
Després de la dissolució de l'Assemblea Nacional el 9 de jun de 2024, Kazib va presentar la seva candidatura a les eleccions legislatives anticipades amb Elsa Marcel com a suplent, en què va obtenir el 3,67% dels vots.
L'octubre de 2023, després dels atacs del 7 d'octubre de Hamàs a Israel, Kazib va difondre'n imatges i va escriure en un tuit: «Solidaritat amb el poble palestí que s'alça contra aquest estat sanguinari que és Israel», missatge pel qual va ser objecte d'investigació per apologia del terrorisme, i considera que l'Estat francès vol «criminalitzar qualsevol solidaritat amb el poble palestí».